# Сильвий (мифология)
Си́львий (лат. Silvius) — мифический царь Альба-Лонги. Наследник Аскания. Младший сын Энея; родился после смерти Энея от Лавинии, его воспитывали в горах пастухи. По другой версии, сын Аскания.

## Биография
Согласно Дионисию Галикарнасскому, Сильвий правил в течение 29 лет. Антиковед Р. Ларош считает это число искусственным. Исходя из срока правления его приемника — 31 года, их общее время правления длилось 60 лет, что составляет ровно два поколения по тридцать лет.
Диодор Сицилийский утверждал, что Сильвий царствовал 49 лет и «не совершил ничего достойного памяти».

## Образ
Андраш Алфёлди отождествлял Сильвия с Агрием, упоминаемым в поэме «Теогония» за авторством Гесиода. Данный персонаж был сыном Одиссея и волшебницы Кирки, братом Телегона и Латина. Александр Грандаззи отмечал что данная гипотеза не нашла поддержки в научном сообществе.
Также, Андраш Алфёлди считал именно Сильвия основателем Альба-Лонги. Также, согласно его мнению, остальные цари династии Сильвиев были придуманы Квинтом Фабием Пиктором на основе данного царя.
Александр Грандаззи считал, что Сильвий изначально был первым царём Альба-Лонги, а троянские герои были добавлены в миф позднее. В древнейшую часть легенды входило рождение героя в лесу, потенциальное соперничество с братом и эпонимия царского рода. Также исследователь считал сомнительной версию, согласно которой миф о Сильвии является позднейшей вставкой. В то же время Грандаззи не исключал версию, о том что греческие герои Эней и Асканий заменили место в легенде более древних латинских персонажей. Исследователь отмечал, что география сюжета о рождении Сильвия мало соответствует окрестностям приморского Лавиния и, скорее всего, изначально легенда была связана с Альбанскими горами. Также, предположительно, Сильвий был первым основателем Альба-Лонги.

## В «Истории королей Британии»
Сильвий упоминается в «Истории бриттов» Ненния как прародитель легендарных королей бриттов. Позднее, рассказ был расширен Гальфридом Монмутским в своей «История королей Британии». Согласно последней хронике, Сильвий был сыном Аскания и внуком Энея. Он состоял в любовной связи с племянницей своей бабки Лавинии. Когда возлюбленная Сильвия забеременела, Асканий направил к ней прорицателей, чтобы узнать какого пола будет ребёнок. Они сообщили, что родится мальчик, который убьёт своих родителей «и что, обойдя изгнанником многие земли, он достигнет в конце концов вершины славы». Во время родов скончалась мать ребёнка. Сам же новорождённый получил имя Брут. В пятнадцатилетнем возрасте он сопровождал отца на охоте и нечаянно его убил, целясь в оленя. За отцоубийство Брут был изгнан из Италии. Вместе с другими изгнанниками он прибыл на остров, который стал носить его имя и основал новое государство.